# Lajos Ferdinánd porosz herceg (1907–1994)
Lajos Ferdinánd porosz herceg (teljes nevén Lajos Ferdinánd Victor Edward Adalbert Mihály Hubert) (németül: Louis Ferdinand Victor Eduard Adalbert Michael Hubertus Prinz von Preußen) (1907. november 9. - 1994. szeptember 26.) a Hohenzollern-ház tagja, a megszüntetett német trón örököse és trónkövetelő, rendületlen ellenfele a Nemzetiszocialista Német Munkáspártnak (NSDAP), üzletember és a művészetek patrónusa.

## Élete
Lajos Ferdinánd Potsdamban született, a Német Császárság harmadik trónvárományosaként apja, Vilmos német koronaherceg és bátyja, Vilmos porosz herceg után. A monarchiát az 1918-as német forradalom után felszámolták. Amikor bátyja, Vilmos herceg, lemondott a trónigényéről, hogy elvehesse egy közember lányát, 1933-ban (később 1940-ben bevetés közben esett el a német hadsereg Franciaországban végrehajtott offenzívája során), Ferdinánd Lajos vette át a helyét a trónkövetelők sorában.
Lajos Ferdinánd elhagyta Berlint, és a családi hagyománytól eltérően, nem lépett katonai pályára. Ehelyett elhagyta az országot és egy időre Detroitban telepedett le, ahol összebarátkozott Henry Forddal és összeismerkedett Franklin Delano Roosevelttel és másokkal. Nagy érdeklődést mutatott a mérnöki pálya iránt. Amikor visszahívták az Egyesült Államokból, bátyja lemondása után, a német iparban kezdett dolgozni, ám onnan Hitler eltávolította.
Lajos Ferdinánd ez után elhatárolódott a náciktól. Nem vett részt az 1944. július 20-i Hitler elleni merényletben, de a Gestapo kihallgatta.
1938-ban vette feleségül Kira Kirillovna Romanova orosz nagyhercegnőt, először ortodox ceremónia keretében Potsdamban, majd lutheránus ceremónia keretében is, Huis ten Doornban, Hollandiában. Kira Kirill Vlagyimirovics Romanov orosz nagyherceg és Viktória Melita szász-koburg és gothai hercegnő második lánya volt. Négy fiuk és három lányuk született. Két legidősebb fia követte őt a trónkövetelők sorában. Harmadik fia és örököse, II. Ferdinánd Lajos porosz herceg 1977-ben katonai manőver közben életét vesztette, tizennyolc éves unokája, Frigyes György porosz herceg, lépett az örökébe a császári és a porosz királyi trón követelői között és ő lett a Hohenzollern-ház feje is, amikor Ferdinánd Lajos 1994-ben meghalt.

## Családja
- Frigyes Vilmos porosz herceg (1939. február 10. –) először elvette Waltraud Freytagot (1940–), másodszor Ehrengard von Redent (1943–), harmadszor pedig Sibylle Kretschmert. Lemondott örökösödési követeléseiről 1967. szeptember 18-án. Fülöp fia az első házasságából született, míg további gyermekei a második házasságából.
  - Fülöp Kirill porosz herceg (1968. április 23. –). 1994. június 28-án elvette Anna Christine Soltaut.
  - Frigyes Vilmos porosz herceg (1979. augusztus 16. –)
  - Viktória Luisa porosz hercegnő (1982. május 2. –)
  - Joachim-Albrecht porosz herceg (1984. június 26. –)
- Mihály porosz herceg (1940. március 22. –) elvette először Jutta Jornt (1943. január 27. –), másodszor pedig Brigitte von Dallwitzot (1939. szeptember 17. –). Lemondott trónköveteléséről 1966. augusztus 29-én. Gyermekei mind az első házasságából születtek.
  - Micaela Prinzessin von Preussen (1967. március 5. –)
  - Nataly Prinzessin von Preussen (1970. január 13. –)
- Mária Cecília porosz hercegnő (1942. május 18. –)
- Kira porosz hercegnő (1943. június 27.-2004. január 10.)
- II. Ferdinánd Lajos porosz herceg (1944. augusztus 25.-1977.július 11.)
- Krisztián-Zsigmond porosz herceg (1946. március 14. –)
- Xenia porosz hercegnő (1949. december 9.-1992. január 18.)